# Eldin Jakupović
Eldin Jakupović (Prijedor, 1984. október 2. –) bosnyák származású, svájci válogatott labdarúgó, kapus.

## Pályafutása

### Klubcsapatokban
Jugoszláviában született. A boszniai háború miatt fiatal korában költözött Svájcba. Pályafutását a Grasshoppersben kezdte 2004-ben, ahol egy évet töltött. A 2005–06-os szezonban az FC Thun kapuját védte. 2006-ban a Lokomotyiv Moszkvához igazolt. 2007-ben kölcsönadták a Grasshoppersnek, melynek kapuját 2009-ig őrizte. A 2010–11-es idényben a görög Olimpiakósz Vólosz játékosa volt. A 2011–12-es szezonban 1 mérkőzésen kapott szerepet az Árisz színeiben. 2012-től 2017-ig a Hull City kapusa volt, de két alkalommal is kölcsönadták a Leyton Orient együttesének. 2017 és 2022 között a Leicester City csapatában játszott, de mindössze két mérkőzésen lépett pályára. 2022-ben az Everton szerződtette, de nem kapott lehetőséget. 2023-ban az Egyesült Államokban a Los Angeles FC-nél védett.

### A válogatottban
2005-ben 2 mérkőzésen védett a bosnyák U21-es válogatottban. 2006-ban a svájci U21-es válogatottban is bemutatkozott. 2008-ban egy mérkőzésen kapott lehetőséget a svájci válogatottban. Részt vett a 2008-as Európa-bajnokságon.